# Skull Gang
Né sur les cendres du Dipset, Skull Gang est un collectif rap new-yorkais porté par Juelz Santana et lancé officiellement avec la sortie le 19 août 2008 de l'album Takeover.

## Historique
En août 2008, le fondateur du Dipset Cam'ron révéla qu'il avait vendu le contrat de Juelz Santana à Def Jam Records pour 2 millions de dollars. Malgré tout, Juelz ne lui en veut pas tellement et profite de l'occasion pour s'occuper de ses propres projets - sans jamais renier l'époque Diplomats : « But it's still Dipset for life. It's just going to be a new chapter. » [Mais c'est toujours Dipset pour la vie. C'est juste un autre chapitre qui commence.]

## Style
Skull Gang, sous-titré The New Movement To Move Wit, s'inscrit très largement dans la veine Diplomats : des paroles très légères dans les thèmes (voitures, filles, argent) mais d'une richesse inouie dans la forme : allitérations, chiasmes, paranomases, anaphores nourrissent une glossolalie originale et puissante.